# آکریلونیتریل بوتادین استایرن
آکریلونیتریل بوتادیِن استایرِن (به انگلیسی: Acrylonitrile butadiene styrene) (به اختصار: ABS) با فرمول شیمیایی (C8H8)x·(C4H6)y·(C3H3N)z که به اختصار ای‌بی‌اس خوانده می‌شود، نوعی پلیمر گرمانرم است که از پلیمریزاسیون استایرن و اکریلونیتریل در حضور پلی بوتادین به دست می‌آید و دارای ساختاری آمورف می‌باشد. ای‌بی‌اس به دلیل قیمت مناسب و همچنین خواص متعادل مکانیکی، حرارتی و شیمیایی در زمره پر مصرف‌ترین مواد اولیه پلاستیکی محسوب می‌شود. ای‌بی‌اس دارای استحکام ابعادی و مقاومت حرارتی خوب و نیز مقاومت به ضربه بالایی است. این پلیمر بسیار مقاوم به خراشیدگی است. آکریلونیتریل بوتادین استایرن نسبت به سایر پلیمر های پلاستیکی رایج دارای نقطه ذوب کمتری نیز هست. این ماده عمدتاً در لوله‌های حمل مواد نفتی، لوله‌های ساختمانی، وسایل خانه، مبلمان،ساختار قطعات خودرو، تلفن و تجهیزات الکتریکی مورد استفاده قرار می‌گیرد. در ایران دو پتروشیمی قائدبصیر و تبریز تولید کننده این ماده پلیمری هستند.

## گرانول ABS
گرانول ABS یا آکریلونیتریل بوتادین استایرن به گلوله های ریزی از جنس همین پلیمر گفته می‌شود که در کارخانه ها تولید می‌شوند و به صنایع گوناگون ارسال می‌گردند. علت ساخت گرانول از ABS آسان بودن حمل و نقل و همچنین راحت تر بودن قالب گیری (به دلیل نقطه ذوب پایین ABS) می‌باشد.
به‌طور کلی گرانول آکریلونیتریل بوتادین استایرن به دو دسته عادی و Sheet grade دسته بندی می‌گردد؛ مدل Sheet grade توان بهتری در مقاومت مقابل ضربات دارد و برای ساختن صفحه های عریض پلاستیکی نیز مناسب است 